# Organizacja Europejskiej Współpracy Gospodarczej
Organizacja Europejskiej Współpracy Gospodarczej (ang. Organization for European Economic Co-operation, OEEC) – organizacja międzynarodowa powstała 16 kwietnia 1948 r. w celu koordynacji sprawnego funkcjonowania planu Marshalla i stabilizacji kursu waluty.
Została założona przez 16 państw uczestniczących w programie: Austria, Belgia, Dania, Francja, Grecja, Holandia, Irlandia, Islandia, Luksemburg, Norwegia, Portugalia, Szwajcaria, Szwecja, Turcja, Wielka Brytania i Włochy. Do organizacji dołączyły jeszcze RFN (1949) i Hiszpania (1955). Ze strony amerykańskiej plan ten nadzorował specjalny urząd pod kierownictwem Paula G. Hoffmana. OEEC utworzyła m.in. Europejską Unię Płatniczą. Na mocy Konwencji o Organizacji Współpracy Gospodarczej i Rozwoju podpisanej przez 20 państw 14 grudnia 1960 r. OEEC została przekształcona w Organizację Współpracy Gospodarczej i Rozwoju (OECD) z dniem 30 września 1961 r.